# Greensburg (Louisiane)
Pour les articles homonymes, voir Greensburg.
La ville de Greensburg est le siège de la paroisse de Sainte-Héléna, dans l’État de Louisiane, aux États-Unis. Sa population s’élevait à 718 habitants lors du recensement de 2010, estimée à 681 habitants en 2016.

## Géographie
La localité est située à environ 80 kilomètres au nord-est de la ville de Baton Rouge, à une quinzaine de kilomètres au nord de Montpelier et à une vingtaine de kilomètres au nord-ouest de la ville d'Amite.

## Histoire
Greensburg devint siège de la paroisse de Sainte-Héléna en 1832 en remplacement de la localité de Montpelier située à une quinzaine de kilomètres au sud.

## Notes et références

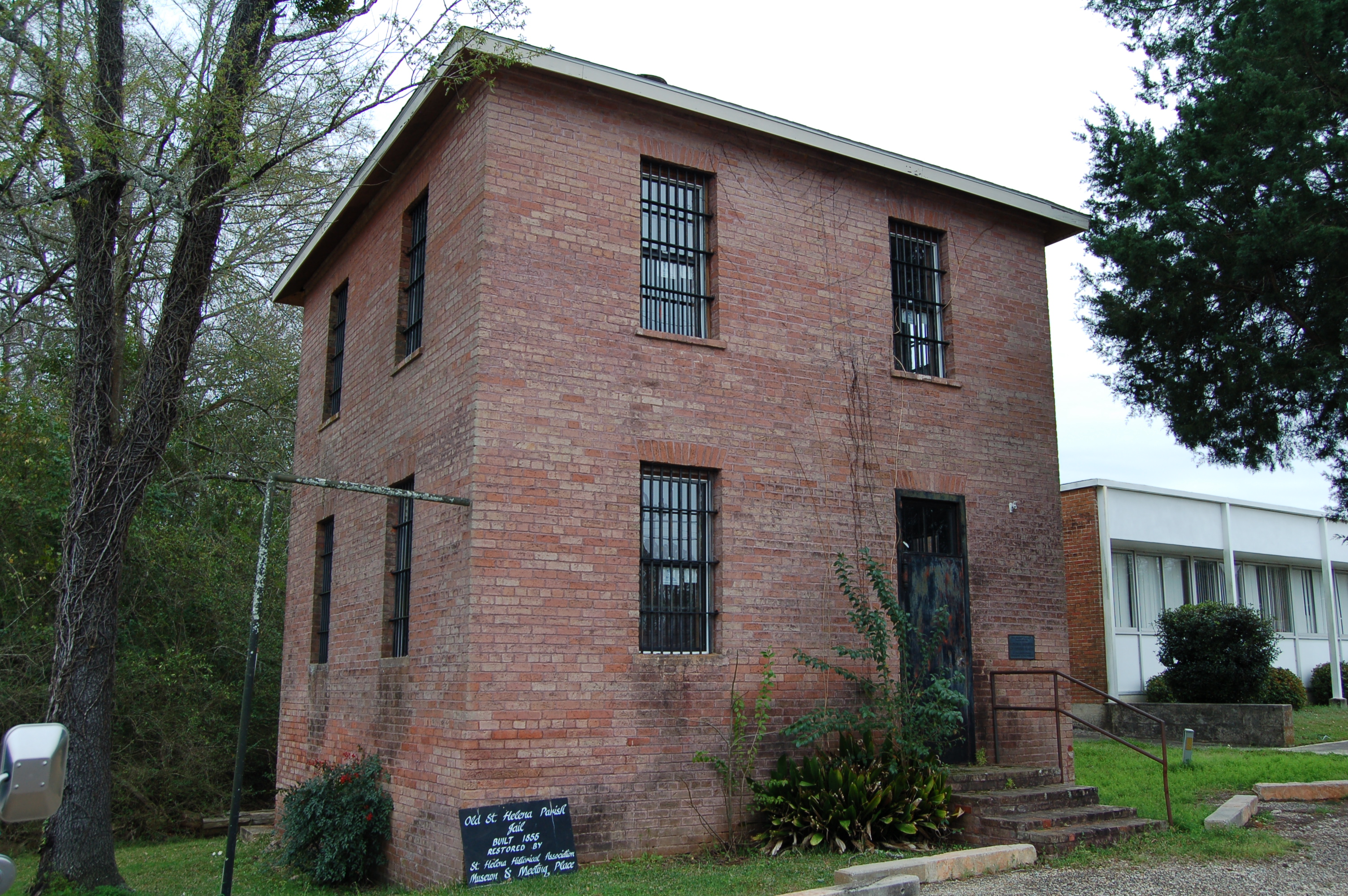
L'ancienne prison de Greensburg construite en 1855.